# 大明寺 (朝来市)
大明寺（だいみょうじ）は、兵庫県朝来市生野町黒川（黒川渓谷）にある臨済宗妙心寺派の寺院。山号は雲頂山。本尊は釈迦牟尼仏。

## 歴史
この寺は、南北朝時代の1367年（正平22年/貞治6年）、山名時熙が開基し、美濃の大圓寺から来た月菴宗光が開山となって創建された。そのため大圓寺の末寺である。（時熙の木像が安置されている）。
室町時代中頃から荒廃したが、江戸時代に入り寛永年間（1624年 – 1644年）に大愚宗築によって再興され、1649年（慶安2年）には江戸幕府から朱印状を受け、江戸時代には多くの末寺を有した。

## 文化財
- 方丈・庫裡・開山堂 – 朝来市指定有形文化財

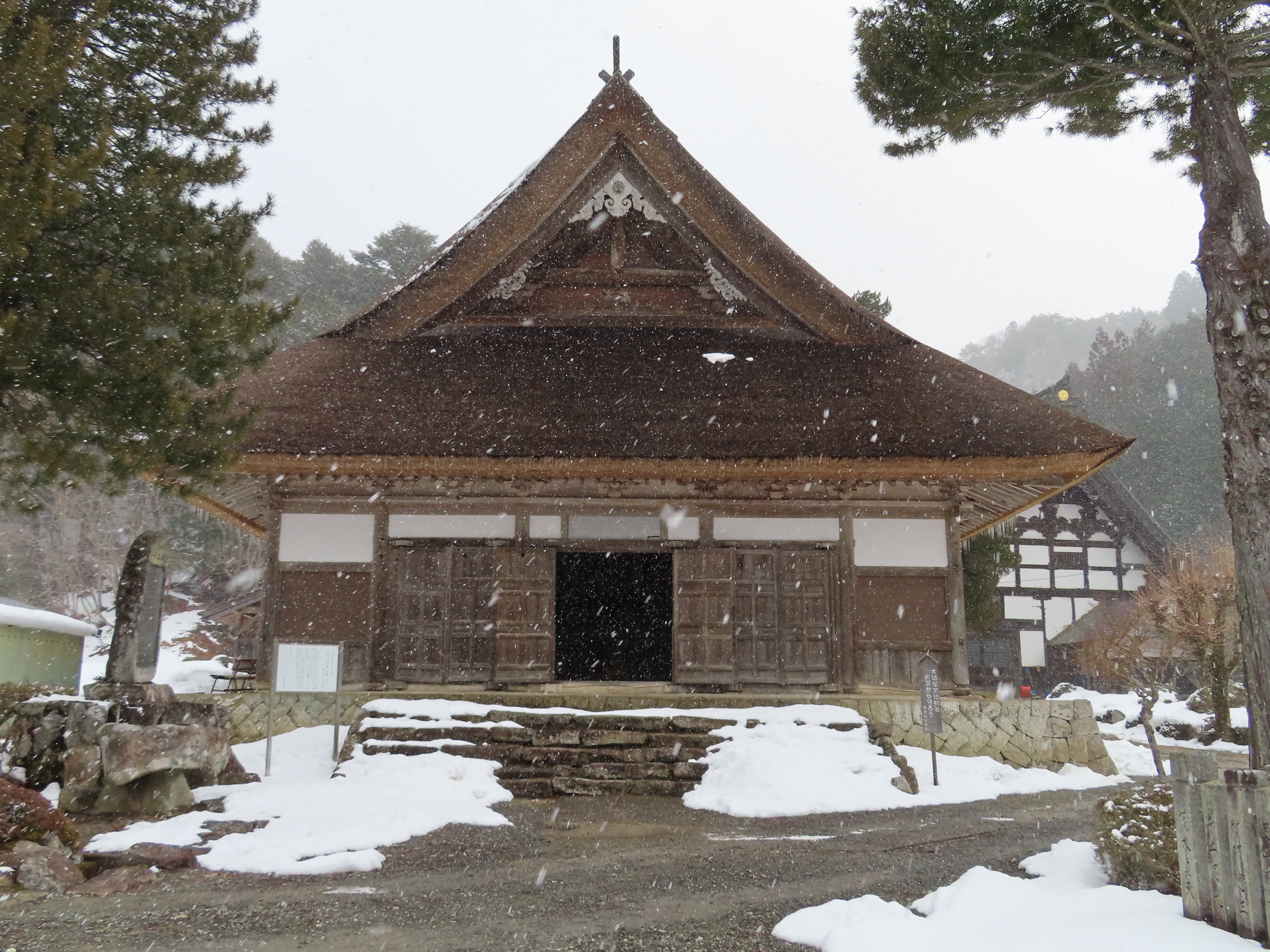
開山堂

## 交通アクセス
- 播但線 生野駅から神姫グリーンバスで「黒川」行きに乗車し終点下車、徒歩すぐ

## 周辺
- 黒川温泉
- 黒川湖（黒川ダム、黒川ダム湖）
- 多々良木ダム（多々良木ダム）
- あさご芸術の森
  - あさご芸術の森美術館
- 銀山湖（生野銀山湖、生野ダム）
- 朝来群山県立自然公園
- 屏風神社
- 日吉神社（二社）
- 青倉山
  - 青倉神社
  - 上加茂神社分神